# 法属印度洋诸岛
法屬印度洋諸島（法語：Îles Éparses de l'océan Indien）包含印度洋中5组岛屿，分别为印度礁、欧罗巴岛、格洛里厄斯群岛、新胡安岛、特罗姆兰岛。总面积38.6平方公里，无常住居民。行政上属于法属南部和南极领地。
法屬印度洋諸島与周边国家均存在主权争议。模里西斯對特羅姆蘭島聲索主權。馬達加斯加和葛摩對格洛里厄斯群岛有領土要求。馬達加斯加另對印度礁、欧罗巴岛、新胡安岛有主權要求。
除了印度礁外的岛屿都安装了自动化气象站，除了印度礁和盖瑟礁外的岛屿都有简易机场。

## 列表
| 岛名                         | 法语             | 面积 (km²) |
| 印度礁                       | Bassas da India  | 0.2        |
| 欧罗巴岛                     | Île Europa       | 28         |
| 格洛里厄斯群岛（包括盖瑟礁） | Îles Glorieuses  | 5          |
| 新胡安岛                     | Île Juan de Nova | 4.4        |
| 特罗姆兰岛                   | Île Tromelin     | 0.8        |